# 여중생A (영화)
"여중생A"는 2018년에 개봉한 대한민국의 영화이다. 동명의 웹툰이 원작이다.

## 캐스팅
- 김환희 : 미래 / 게임세계 - 다크 역
- 수호 : 재희 역
- 유재상 : 태양 / 게임세계 - 길마 역
- 정다빈 : 백합 / 게임세계 - 희나 (아바타) 역
- 정다은 : 노란 / 게임세계 - 딸기링 역
- 김현빈 : 재민 역
- 이종혁 : 선생님 역
- 연준 : 재희 친구 역
- 유수아 : 안경 여중생 역
- 한우진 : 미래 아빠 / 게임세계 - 마커스 역
- 장유 : 교감 선생 역
- 엄채윤 : 백합무리 1 / 게임세계 - 엔젤강이 역
- 이은서 : 백합무리 2 / 게임세계 - 양이법사 역
- 안진현 : 백합무리 3 / 게임세계 - 얼음꽃 역
- 조영선 : 백합무리 4 / 게임세계 - 서풍검객 역
- 서하 : 여학생 1 역
- 천시윤 : 여학생 2 역
- 심려진 : 국어선생 역
- 박철희 : 과학선생 역
- 홍근택 : 복도선생 역
- 홍준표 : 진상조사단 1 역
- 전운종 : 진상조사단 2 역
- 김꽃 : 진상조사단 3 역
- 송지현 : 피자가게 직원 역
- 이준 : 편의점 직원 역
- 옥윤중 : 공원 커플남 / 인형탈대역 역
- 정해원 : 인형탈대역 역
- 이영우 : 밴드부 강혁 역
- 주재윤 : 밴드부원 1 역
- 송태민 : 밴드부원 2 역
- 정찬훈 : 불량소년 역
- 조범근 : 불량무리 1 역
- 금준현 : 불량무리 2 역
- 박정숙 : 치과 엄마 1 역
- 박도원 : 치과 엄마 2 역
- 유지민 : 치과 엄마 3 역
- 채보경 : 치과 엄마 4 역
- 이유리 : 치과 엄마 5 역
- 박예원 : 치과 우는 아이 1 역
- 유나 : 치과 우는 아이 2 역
- 허다연 : 치과 우는 아이 3 역
- 서문우현 : 치과 우는 아이 4 역
- 강이랑 : 치과 우는 아이 5 역
- 김유진 : 미래반 여학생 역
- 박소원 : 미래반 여학생 역
- 임현경 : 미래반 여학생 역
- 조민지 : 미래반 여학생 역
- 윤은기 : 미래반 여학생 역
- 조영웅 : 미래반 남학생 / 게임세계 - 화술사 역
- 권민서 : 미래반 남학생 / 게임세계 - 냥이법사 역
- 엄태현 : 미래반 남학생 역
- 최원영 : 미래반 남학생 역
- 황태현 : 미래반 남학생 역
- 이지성 : 미래반 남학생 역
- 김태훈 : 미래반 남학생 역
- 안성훈 : 미래반 남학생 역
- 김수범 : 미래반 남학생 역
- 장호준 : 미래반 남학생 역
- 이준혁 : 미래반 남학생 역
- 신정수 : 미래반 남학생 역
- 박지윤 : 게임세계 - 희나 역 (성우)
- 정형석 : 미래 아버지 / 게임세계 - 마커스 역 (성우)
- 박영재 : 진상조사단 역 (성우)
- 신범식 : 게임세계 - 길마 역 (성우)
- 박지영 : 게임세계 - 딸기링 / 양이법사 역 (성우)
- 전노민 : 백합 아빠 역 (특별출연)
- 김정화 : 미래 엄마 역 (특별출연)
- 추수현 : 체육 선생 역 (특별출연)

## 같이 보기
- 2018년 대한민국의 영화 목록